# 大関鷹麿
大関 鷹麿（おおせき たかまろ、1883年〈明治16年〉5月24日 - 1925年〈大正14年〉1月7日）は、日本の海軍軍人。センピル飛行団招聘や霞ヶ浦海軍航空隊建設に尽力するなど、海軍航空の発展に軍政面から貢献した海軍大佐である。海軍大学校（以下「海大」）甲種14期首席。

## 概要

### 略歴
海軍兵学校32期。席次は入校時190名中18番。卒業時192名中9番。同期生に嶋田繁太郎、吉田善吾、堀悌吉などがいる。山本五十六は海兵、海大ともに同期生である。卒業後、日露戦争に出征。「常磐」乗組みの少尉候補生として日本海海戦を戦った。尉官時代は海大乙種学生、海軍水雷学校高等科学生(首席)を修了し、第二艇隊艇長、水雷学校教官を務めた水雷専攻士官であった。1915年(大正4年)12月少佐に進級。佐官時代は、第一水雷戦隊参謀、軍令部参謀、軍務局局員、教育局局員を歴任。第一次世界大戦中はケープタウンへ派遣され、次いで英国に駐在している(航空術研究)。1923年(大正12年)12月1日、大佐へ進級。程なく病を得、1924年(大正13)12月25日予備役編入。翌年1月7日死去。

### センピル飛行団招聘
海軍航空は最初期のパイロット、相原四郎が独国、金子養三が仏国、河野三吉が米国に留学して操縦技術を学び、第一次世界大戦において実戦参加を果たした。しかしその水準は戦闘よりも飛ぶこと自体を目的としている段階であり、同大戦中の欧米各国の進歩に遅れをとっていた。具体的には、第一次世界大戦では、爆弾は紐を切って落下させ、敵機との対戦は拳銃で戦う予定であり、1920年(大正9年)に実施された追浜、佐世保間の無着陸飛行が「有史以来の大壮挙」であった。そうした中、大関は英国から教師団を招くことを強硬に主張した。これは従来の留学生を諸国に送る方法ではなく、教師団を招聘することで、多数の人員に技術講習を行うことができるという判断に基づいていた。また主流であった仏国式航空から英国式航空への転換をも図ったのである。大関の主張は上層部に容れられ、1921年(大正10年)にセンピル大佐(William Forbes-Sempill）を団長とするセンピル飛行団の招聘が実現した。その成果は技術面にとどまらず、海軍航空作戦の基本概念を一変させるものであった。なおこの時に講習を受けたのが大尉であった大西瀧治郎、吉良俊一、千田貞敏、三木森彦らである。

### 海軍航空本部
大関は、1919年（大正8年）から海軍航空関係機関を統括する組織として航空本部設置の必要を唱えていた。加藤寛治、吉田清風など、同様の意見を持つ将官も存在したが、実現を見たのは1927年（昭和2年）である。ほかに航空兵科の新設、機関科士官で航空関係に従事するものの兵科士官への転官などを建言している。

### 航空関係の補職
- 1919年(大正8年)
  - 7月1日 -航空部勤務
  - 11月15日 - 臨時航空委員会委員
- 1920年(大正9年)
  - 12月1日 - 陸海軍航空協定委員会委員
  - 12月22日 - 戦利航空機実験研究委員
- 1921年(大正10年)
  - 4月6日 - 臨時海軍航空術講習部部員
- 1922年(大正11年)
  - 1月20日 - 海軍艦政本部技術会議議員
  - 10月3日 - 航空術諸教範草案起草委員
- 1923年(大正12年)
  - 4月18日 - 航空特別調査委員
  - 6月27日 - 海軍航空調査会委員
- 1924年(大正13年)
  - 2月1日 - 臨時海軍航空会議議員

## 栄典
- 1905年（明治38年）10月4日 - 正八位[5]
- 1907年（明治40年）11月30日 - 従七位[6]
- 1909年（明治42年）12月20日 - 正七位[7]
- 1915年（大正4年）1月30日 - 従六位[8]
- 1920年（大正9年）1月20日 - 正六位[9]
- 1924年（大正13年）1月21日 - 従五位[10]

勲章
- 1915年（昭和4年）1月30日 - 勲三等瑞宝章[11]